# Final Scratch
Final Scratch ist ein Digital Vinyl System des Herstellers Native Instruments. Damit kann ein DJ Musik von einem PC abspielen und über spezielle Timecode-Schallplatten steuern und scratchen.

## Bestandteile
- PC mit Windows
- die darauf installierte Software Traktor Scratch
- die Schnittstelle ScratchAmp beziehungsweise Traktor Audio oder kompatibler Hardware
- spezielle Timecode-Schallplatten mit Steuersignal
- Typisches DJ-Setup (Plattenspieler, Mischpult)

## Funktionsweise

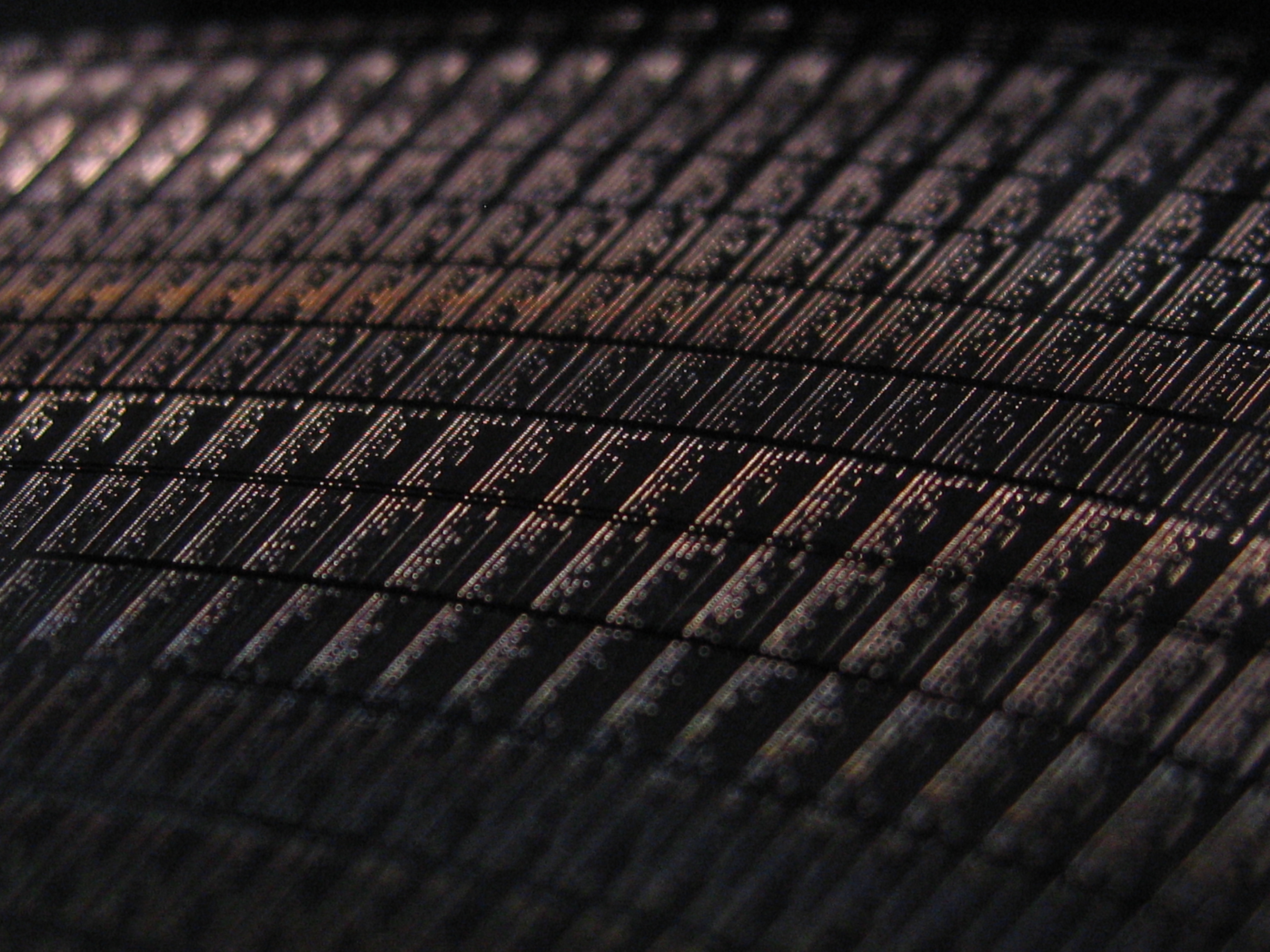
Vergrößerung einer Timecode-Schallplatte

Die speziellen Schallplatten (Timecode Vinyl) sind mit einem Steuersignal (Timecode) bespielt. Sie werden wie gewohnt auf einem Plattenspieler (oft aber auch spezielle Modelle mit USB-Anschluss) abgespielt, das Signal wird jedoch nicht direkt ins Mischpult, sondern über die Schnittstelle zum Laptop weitergeleitet. Dort dekodiert Traktor Scratch das Signal in Quasi Echtzeit und errechnet Geschwindigkeit und Position des Tonabnehmers auf der Schallplatte.
Der entsprechende Teil einer ausgewählten Musikdatei, die sich z. B. auf dem Festplattenlaufwerk befindet, wird in der errechneten Geschwindigkeit wieder über die Schnittstelle an das Mischpult ausgegeben, wo der Song schließlich vom DJ gemixt werden kann. Die hohe Auflösung des Steuersignals ermöglicht eine praktisch vernachlässigbare Verzögerung zwischen Bewegungen der Schallplatte und der Ausgabe der Musik ans Mischpult. Auch Backspinning und Scratchen ist wie bei gewöhnlichen Schallplatten möglich. Das ScratchAmp dient dazu, mit Phono-Anschlüssen und einem USB-Anschluss eine Verbindung zwischen dem Computer und den Plattenspielern zu ermöglichen. Da der ScratchAmp das Signal von der Schallplatte zusätzlich direkt in einen anderen Kanal des Mischpults durchschleift, können auch normale Schallplatten ohne Zutun der Software abgespielt werden, was zum Beispiel bei Laptop-Abstürzen nützlich ist. Voraussetzung ist allerdings, dass das ScratchAmp an die eigene optionale Stromversorgung angeschlossen ist.

## Geschichte
Final Scratch war das erste System seiner Art. Es existierten zunächst einige Prototypen, die von versierten DJs und Hard-/Softwareentwicklern gebaut worden waren. Ursprünglich wurde die Software für BeOS entwickelt, noch vor der Erstveröffentlichung wurde allerdings auf Debian GNU/Linux umgeschwenkt. Die ersten auf dem Markt erhältlichen Systeme kosteten mehrere tausend US-Dollar und wurden mit einem Laptop mit einem modifizierten Debian-Betriebssystem geliefert. Richie Hawtin und John Acquaviva gehörten zu den ersten bekannten Benutzern. Das System wurde später von Stanton aufgekauft und begann sich darauf folgend auf dem Markt zu etablieren. Später wurde die eigens entwickelte Software durch eine spezielle Version von Traktor („TraktorFS“) ersetzt, welches von Native Instruments entwickelt wurde.
Zu einem späteren Zeitpunkt löste sich Native Instruments von Stanton und brachte ein eigenes System unter dem Namen Traktor Scratch auf den Markt. Infolgedessen wurde die Entwicklung von Final Scratch eingestellt, während Traktor Scratch dessen Platz am Markt einnahm.

## Versionen
Verschiedene Versionsschritte (1.1, 1.5, 2.0) erweiterten das System um viele Features, verbesserten Stabilität und Qualität und machten Final Scratch auf Linux, macOS und Windows XP verfügbar. Anfang 2007 ersetzt die nur noch von Native Instruments ohne Stanton entwickelte Software Traktor Scratch das frühere Final Scratch, welche in den Varianten Duo und Pro vertrieben wird und für Windows wie auch Mac OS X erhältlich ist.